# Ferdinand Ulrich
Ferdinand Ulrich (* 23. Februar 1931 in Odrau, Tschechoslowakei; † 11. Februar 2020 in Regensburg) war ein deutscher Philosoph.

## Leben
Ulrich studierte Philosophie, Psychologie, Pädagogik und Fundamentaltheologie an der Philosophisch-theologischen Hochschule Freising und an der Ludwig-Maximilians-Universität München. 1955 wurde er in München zum Dr.phil. promoviert. 1959 habilitierte er sich in Philosophie an der Universität Salzburg. Er lehrte ab 1960 als Privatdozent, ab 1961 als außerordentlicher Professor an der Pädagogischen Hochschule Regensburg, die später in die Universität Regensburg integriert wurde. 1967 wurde er zum ordentlichen Professor für Philosophie ernannt. Ulrich lehrte zudem an der Universität Salzburg (ab 1963) und an der Hochschule für Philosophie der Jesuiten in Pullach (später München). 1996 wurde er emeritiert. Er starb im Februar 2020, wenige Tage vor seinem 89. Geburtstag.

## Wirken
Im Zentrum seines Denkens und Fragens steht immer der je konkrete Mensch in seiner Verfasstheit und Lebenswelt wie auch seinem menschlichen „In-der-Welt-Sein“. Der Blick auf den Menschen kommt bei Ulrich aber zugleich stets aus der Tiefe eines Seinsdenkens, das alle seine Schriften prägt. Er ist in allem, was er bedenkt, immer und ursprünglich Metaphysiker, der die Phänomene menschlichen Daseins im Licht und „Wagnis der Seinsfrage“ wahrnimmt und entfaltet.
Dieses Seinsdenken ist besonders vom Geist des Thomas von Aquin inspiriert, der das Sein als Aktfülle alles Wirklichen deutet. Ulrich entfaltet von dort ausgehend im beständigen Gespräch – besonders mit dem Deutschen Idealismus (v. a. Hegel) und mit Heidegger, aber auch mit Marx, Kierkegaard, Freud und anderen – eine Metaphysik des Seins als Liebe (bzw. des Seins als Gabe). Er versteht sich dabei ausdrücklich als christlicher Philosoph. Von diesen Voraussetzungen her gelingt ihm eine Versöhnung von traditioneller Metaphysik und neuzeitlicher Transzendentalphilosophie einerseits, aber ebenso eine Versöhnung dieser Positionen mit der Dialogphilosophie andererseits. Ulrichs Denken kreist in vielfachen Variationen um die ontologische Differenz von nichtsubsistierendem Sein und subsistierendem Seienden. Die Vollgestalt und damit den eigentlichen Interpretationshorizont dieser Differenz erblickt er aber in der personalen Differenz von Ich und Du (als Freiheitsgestalt: Ich-Du-Wir). Daher sind hier Ontologie und Anthropologie streng aufeinander bezogen, ohne ineinander aufzugehen. Mit seinem radikalen Verständnis des Seins als Liebe steht Ulrich sowohl in der Tradition derer, die die Metaphysik, insbesondere in der Gestalt einer statischen Substanzontologie, überwinden wollen. Zugleich begreift er sich aber auch in einer Tradition solcher Denker, die (etwa mit Heidegger) aus einer vertieften Seinserfahrung die philosophischen Entwürfe der großen Tradition aus ebendieser Tiefe hören und deren metaphysisches Grundanliegen „nach vorne wiederholen“ (Kierkegaard) wollen.
Hat diese Philosophie des Seins als Liebe aber die heile Gestalt menschlichen Personseins im Blick, so ist sie als befreites Denken selbst nur in dem Ort möglich, in dem der Mensch zu diesem Personsein befreit ist: im Ort der Ankunft des Befreiers, im Raum der erlösten Freiheit oder der „heilen Endlichkeit“, die Ulrich als personalen Inbegriff der Kirche schaut.

### Veröffentlichungen
Ulrichs Denken ist zugänglich in Gestalt einer sechsbändigen Schriftenausgabe im Johannes-Verlag Einsiedeln. Allerdings gibt es nach 1980 kaum noch neue Texte von Ulrich. Kurz vor seinem Tod verfasste er eine philosophische Meditation mit dem Titel Virginitas foecunda (erschienen posthum 2021). Für die Schriftenausgabe wurden zumeist ältere Manuskripte von ihm noch einmal überarbeitet. Erster Band und zugleich zentrales Werk ist Ulrichs Habilitationsschrift Homo abyssus. Das Wagnis der Seinsfrage (erstmals 1961). In Band V der Schriftenausgabe legt Ulrich Gabe und Vergebung einen „Beitrag zur biblischen Ontologie“ vor, in dem er auf 830 Seiten das Gleichnis vom verlorenen Sohn (Lukas Kapitel 15, Verse 11–32) aus dem Neuen Testament im Sinne einer Onto-Dramatik zwischen Gott und Mensch auslegt. Weitere Veröffentlichungen umfassen rund 60 Aufsätze und zum Teil umfangreiche Abhandlungen, die zumeist in ausländischen Zeitschriften und Sammelbänden publiziert wurden.

### Rezeption
Die spekulative Schwierigkeit, die eigenwillige Diktion und das christliche Fundament, aus dem Ulrich philosophierte, haben eine breite Rezeption erschwert. Hans Urs von Balthasar hat Ulrich allerdings intensiv rezipiert und über Ulrichs Philosophie folgendes Urteil gefällt: „Sie hat  … vor allen mir bekannten Entwürfen dies voraus, dass sie Aug in Aug zu den innersten Mysterien der christlichen Offenbarung steht, sie öffnet, ohne den streng-philosophischen Raum zu verlassen, und damit den heillosen Dualismus zwischen Philosophie und Theologie glücklicher als vielleicht je bisher überwindet“. In einem Sammelwerk von 1999 zur Religionsphilosophie wird Ulrich einer „der wichtigsten Religionsphilosophen des Jahrhunderts“ genannt. Bischof Stefan Oster von Passau ist ein Schüler Ulrichs.
Ulrichs Werke werden nach und nach ins Englische Übersetzt. Anlässlich der Herausgabe der englischen Übersetzung von Homo abyssus fand im April 2019 in Washington das erste internationale Symposium über sein Werk statt.
Ulrich hat seinen wissenschaftlichen Nachlass an Stefan Oster, derzeit Bischof von Passau, übergeben. Im Archiv des Bistums Passau wird der Nachlass erschlossen und der Öffentlichkeit zugänglich gemacht.

## Bibliographie
- Der Mensch als Anfang: zur philosophischen Anthropologie der Kindheit (Kriterien 16). Einsiedeln 1970.
- Gegenwart der Freiheit (Sammlung Horizonte; N.F. 8). Einsiedeln 1974, ISBN 3-265-10154-1.
- Schriften. 6 Bände. Johannes Verlag, Einsiedeln 1998ff.:
  - I: Homo abyssus. Das Wagnis der Seinsfrage.  2. Aufl. 1998 (Horizonte 8), ISBN 3-89411-284-0 (zugleich Salzburg Dissertation 1958 u.d.T.: Versuch einer spekulativen Entfaltung des Menschenwesens in der Seinsteilhabe).
  - II: Leben in der Einheit von Leben und Tod. 1999, ISBN 3-89411-358-8.
  - III: Erzählter Sinn. Ontologie der Selbstwerdung in der Bilderwelt des Märchens. 2. Aufl. 2002, ISBN 3-89411-362-6.
  - IV: Logo-tokos. Der Mensch und das Wort. 2003, ISBN 3-89411-383-9.
  - V: Gabe und Vergebung. Ein Beitrag zur biblischen Ontologie. 2006, ISBN 3-89411-392-8 (Rezension von Richard Niedermeier).
  - VI: Virginitas foecunda. Krippe und Kreuz – fruchtbare Jungfräulichkeit. 2021 (posthum), ISBN 978 3-89411-454-1.